# 佐藤俊晴
佐藤 俊晴（さとう としはる、1959年2月11日 - ）は、日本の政治家。山形県中山町長（3期）。
1981年に関東学院大学工学部を卒業。一級建築士の資格を持つ。喜々建築設計工房所長。
2014年12月3日、中山町長の大津保信が任期中に死去。大津の死去に伴って2015年1月25日に行われた中山町長選挙に立候補し初当選を果たした。山形県内で初めて「イクボス」宣言をした町長として知られる。